# Rénovation
 (juillet 2014).
Si vous disposez d'ouvrages ou d'articles de référence ou si vous connaissez des sites web de qualité traitant du thème abordé ici, merci de compléter l'article en donnant les références utiles à sa vérifiabilité et en les liant à la section « Notes et références ».
Pour les articles homonymes, voir Rénovation (homonymie).

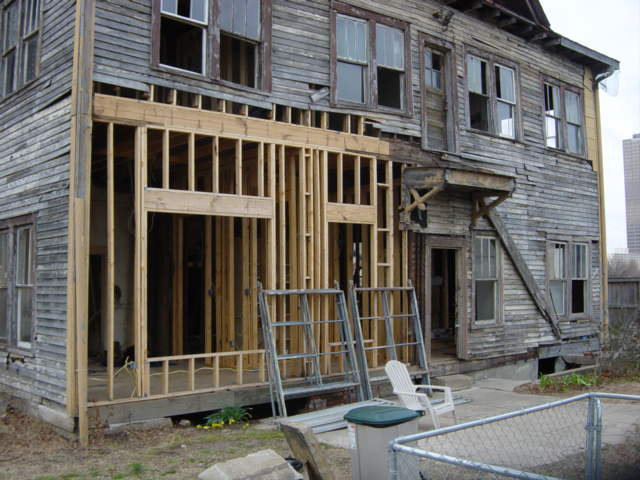
Maison en rénovation

La rénovation désigne les opérations par lesquelles un bâtiment ou l'un de ses éléments voit sa condition améliorée, par l'utilisation de matériaux neufs, modernes en remplacement des parties endommagées ou obsolètes. Il s'agit rarement d'une construction neuve après démolition totale mais plutôt d’une démolition partielle. Cette démolition fait différer la rénovation de la restauration, remise en l'état initial, et de la réhabilitation, qui a pour but de rouvrir un lieu fermé, ou ouvert mais pas aux normes les plus récentes. Une rénovation fait parfois partie d'un plan de reconversion ou de restructuration.
Il peut s'agir d'un quartier ou d'une ville ; on parle alors de rénovation urbaine (avec en France une Agence nationale pour la rénovation urbaine (ANRU) ou de renouvellement urbain, éventuellement dans le cadre de la ville reconstruite sur elle-même pour limiter la périurbanisation et ses effets environnementaux et fonciers néfastes.
Une rénovation bien pensée et bien conduite peut considérablement améliorer l'efficience énergétique d'un bâtiment (voire le rendre positif en énergie, et éventuellement intégrer une dimension biodiversité/puits de carbone et adaptation au changement climatique. Mais elle est aussi source de flux de matériaux, d'énergie, d'eau et de déchets pouvant être plus ou moins bien gérés. Mi-2017 Promotelec a lancé un nouveau  « « Label rénovation responsable » » pour valoriser l’impact carbone de l'exploitation du bâtiment ; complétant le label « Label énergie positive et réduction carbone E+C » qui prend lui en compte l’impact carbone dans la construction neuve .

## Enjeux
Ils varient selon les cas : 
- Un enjeu sanitaire. Il s'agit d'éliminer l'habitat vétuste et indigne, et en particulier les sources de poussières, gaz nocifs, polluants (amiante, plomb...) froid pour améliorer la qualité de vie et la sécurité du lieu. Un enjeu juridique et sécuritaire est souvent associé ; la rénovation est l'occasion de mises aux normes les plus récentes, pour prévenir les risques et les amendes. La rénovation est souvent l'occasion de retirer l'amiante, les peintures au plomb (céruse, minium de plomb), les tuyaux de plomb au profit de matériaux moins nuisibles pour l'environnement et la santé.
- Si un lieu est inutilisable ou qu'il a perdu sa rentabilité, la rénovation est un investissement qui peut viser un changement d'usage (ex : église ou cinéma transformé en bureaux, hôtel ou logements).
- La rénovation peut permettre d'importantes économies d'énergie, réduire l'empreinte écologique du bâtiment et parfois réduire la consommation d'eau ou de place. Elle peut aussi être l'occasion d'installation de systèmes de récupération d'eau de pluie, de toilettes sans eau, compostage, tri sélectif, de murs, terrasses ou toitures végétalisées, d'extension, etc.

## Technique
Les progrès techniques permettent des rénovations et transformations qui étaient quasi impossibles il y a quelques années.
- Les techniques de décapage, de désamiantage et de diagnostic initial permettent de mieux garantir la santé des ouvriers et futurs habitants.
- Les écomatériaux permettent de mobiliser moins de matériaux toxiques ou posant problème de gêne à la pose.
- Les logiciels spécialisés permettent de visualiser des plans en trois dimensions, d'estimer la solidité d'une poutre, d'un mur ou d'une colonne, pour établir l'ordre de travaux à effectuer.
- Le diagnostic infrarouge détecte les fuites réelles et potentielles de chaleur.
- le diagnostic énergétique estime les économies d'énergies possibles.

## Législation
Elle varie selon les époques et les pays. À titre d'exemple en France, les  « travaux de rénovation importants »  font dans le cadre de la loi Grenelle II (de 2010) l'objet d'une attention particulière. Un décret en Conseil d'État, après avis de l'Autorité de la concurrence, doit encore préciser la notion de « travaux de rénovation importants »

## Rénovation énergétique
C'est la partie de la rénovation qui vise les économies d'énergie, et en France le respect de la "Réglementation Thermique Existant" (RT Existant), qui définit les niveaux de performance énergétique à atteindre.

En fonction de la SHON, du coût des travaux et de l'année de construction du bâtiment, on applique :
- la RT "élément par élément" (d'une part, pour tous les bâtiments d'avant 1948 ; d'autre part, pour les bâtiments postérieurs à 1948 et d'une SHON < 1 000 m2 ; et enfin, pour les bâtiments postérieurs à 1948 d'une SHON > 1 000 m2 et dont le coût des travaux de rénovation énergétique représente moins de 25 % du coût de la construction)
- la RT globale (bâtiments construits après 1948 dont la SHON > 1 000 m2 et le coût des travaux de rénovation énergétique > 25 % du coût de la construction)

Les huit postes de la RT "élément par élément" sont les suivants :
- ventilation mécanique
- parois opaques
- eau chaude sanitaire
- parois vitrées
- refroidissement
- éclairage
- chauffage
- énergies renouvelables

La « RT élément par élément » impose des niveaux de performance spécifiques pour chacun des éléments faisant l'objet de la rénovation, alors que la « RT globale » impose une performance globale du bâtiment en matière de consommation énergétique.
L'approche globale, avec recours à des experts en rénovation énergétique semble donner les meilleurs résultats, sur le plan des performances et du respect de la loi. Mais les modèles actuels excluent ou tiennent peu compte de paramètres déterminant dont dans le bâti ancien (comportement hygrométrique du bâtiment et des matériaux, inertie thermique des matériaux, usages du bâtiment) ; Aussi l'état de l'art du milieu du BTP et les doctrines des experts (bureau d'étude thermique) évoluent rapidement.

Un programme «Habiter mieux» de l'ANAH soutient en France la lutte contre la précarité énergétique : 13 000 logements ont été rénovés de 2011 à septembre 2012, soit 30 000 foyer aidés, mais pour seulement 1/10e de l'objectif (300 000 logements rénovés avant 2017), avec selon l'ANAH un gain énergétique moyen de 39 % (14 points de plus que le seuil des 25 % exigé par le programme). Les ménages ciblent d'abord l’isolation des combles, les performances de chauffage, avant le changement des portes et fenêtres (moins impactants). De 2011 à septembre 2012, 23,74 millions d'euros de primes « Investissement d'Avenir » ont généré 234,6 millions d'euros de travaux selon l'ANAH.
Pour mémoire, les coûts de la construction actualisés sont présentés sur le site RT bâtiment.
A l'heure actuelle[Quand ?], toutes les constructions neuves entrent dans le cadre de la RT 2012 qui laissera sa place, à partir de 2020, à la norme RT 2020[Passage à actualiser]. Elle s'applique à la presque totalité des bâtiments dont la déclaration des travaux a été faite après le 1er janvier 2013. En cas de travaux d'extension portant sur une surface supérieur à 30% de la « SHON RT » — c'est-à-dire la SHON spécifiquement définie pour les besoins de la réglementation thermique — ou occupant un espace de plus de 150 m2 il sera aussi obligatoire de respecter cette norme.
La RT 2012 est l'une des mesures retenues à l’issue du Grenelle de l’environnement 1. L'objectif de cette RT 2012 était et est toujours de réduire la consommation énergétique des bâtiments neufs à un maximum de 50 kWhEP/(m2 .an). Cet objectif atteint on parle de Bâtiment Basse Consommation (BBC). Les efforts étaient concentrés sur plusieurs aspects : le chauffage, la climatisation, l’éclairage, l’eau chaude sanitaire et les auxiliaires. 
En 2020 une nouvelle réglementation sera applicable : la RT 2020. Celle-ci ira encore plus loin et engagera les constructeurs et les artisans à concevoir des bâtiments dit à énergie positive (BEPOS) c'est-à-dire qu'ils seront au minimum auto-suffisant en énergie et au mieux ils produiront plus qu'il n'en ont besoin. En plus des restrictions imposées par la RT 2012, le BEPOS prendra également en compte les autres usages que sont la télévision, les appareils ménagers, l’ordinateur ainsi que l’impact carbone de la construction. Avec cette nouvelle norme les bâtiments ne devront pas consommer plus de 15 kWhEP/(m2 .an).[Passage à actualiser]
Pour enfoncer le clou, le décret no 2021-19 du 11 janvier 2021 inscrit dans le marbre le critère de décence énergétique en stipulant que tout propriétaire doit fournir au locataire un logement décent respectant a minima certains niveaux de performance énergétique : 450 kWh/m².an d'énergie finale à partir de 2023, et les étiquettes énergie E et F pour 2025 et 2028. Il s'agit là d'une définition réglementaire de ce qu'il est commun d'appeler une passoire thermique.